# Fatty groom
Pour les articles homonymes, voir The Bell Boy.
Pour plus de détails, voir Fiche technique et Distribution.
Fatty groom (titre original : The Bell Boy) est une comédie burlesque américaine écrite et réalisée par Roscoe Arbuckle, sortie en 1918.

## Synopsis
Fatty et Buster sont les deux grooms de l’Elk’s Head Hôtel. Après maintes roublardises, Fatty s'attire les faveurs de la belle Cutie Cuticle. Afin de lui prouver son courage et ainsi conquérir pleinement son cœur, Fatty propose à ses deux comparses de simuler un cambriolage dans la banque afin d'agir héroïquement en les arrêtant. C'était sans compter sur la présence des véritables voleurs.

## Fiche technique
- Titre : Fatty groom
- Titre original : The Bell Boy
- Réalisation : Roscoe Arbuckle
- Scénario : Roscoe Arbuckle

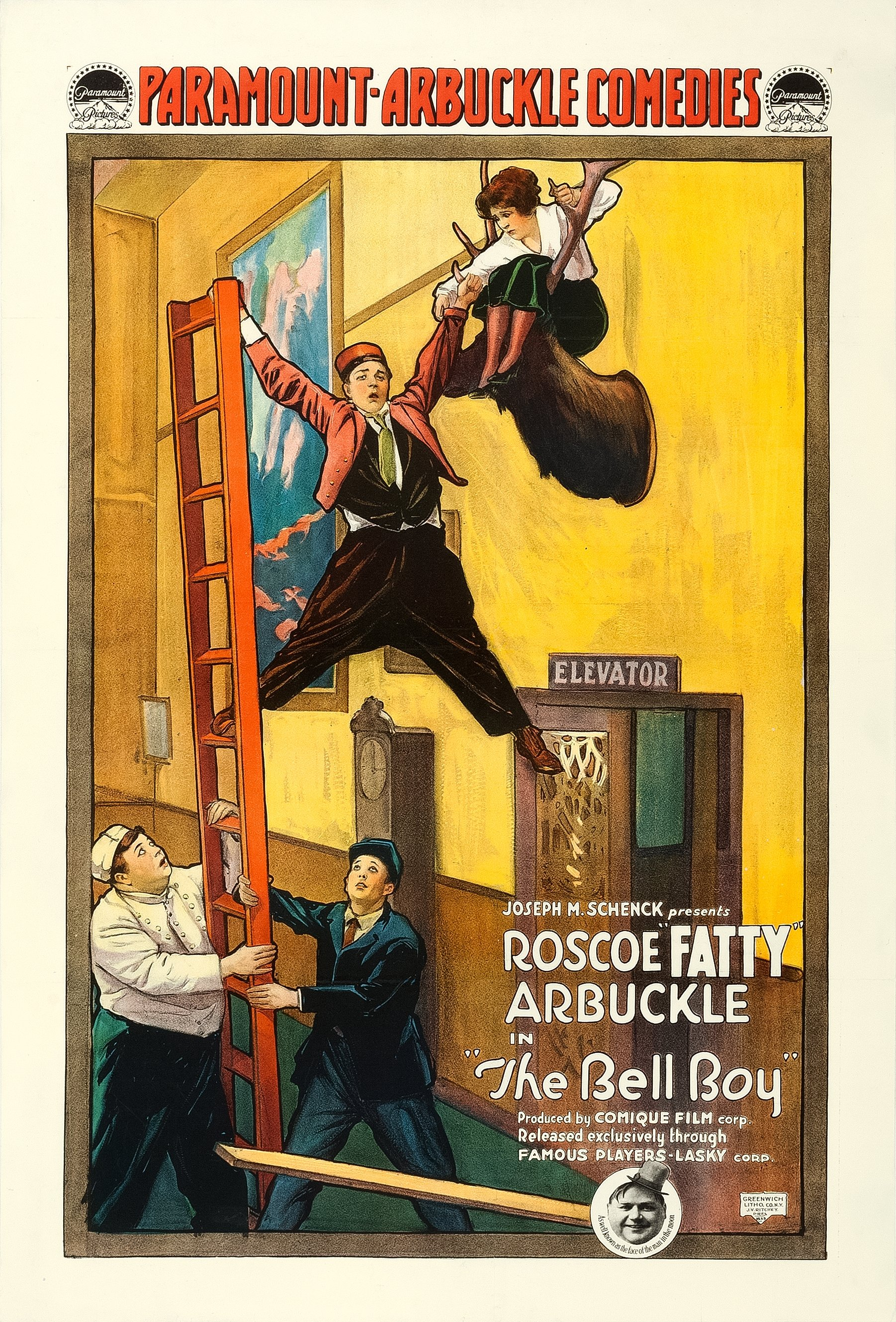

- Photographie : George Peters et Elgin Lessley[1]
- Montage : Herbert Warren
- Producteur : Joseph M. Schenck
- Société de production : Comique Film Corporation
- Société de distribution : Paramount Pictures
- Pays de production :  États-Unis
- Langue : film muet avec les intertitres en anglais
- Format : Noir et blanc — 35 mm — 1,33:1 — Muet
- Genre : Comédie, Film burlesque
- Durée : 24 minutes
- Sortie : 
  - États-Unis : 18 mars 1918
  - France : 30 janvier 1920

## Distribution
- Roscoe "Fatty" Arbuckle : Fatty, groom et coiffeur
- Buster Keaton : groom
- Al St. John : réceptionniste et cocher
- Alice Lake : Cutie Cuticle, la manucure
- Charles Dudley : un client
- Joe Keaton : le client au haut-de-forme